# Emmanuel de Graffenried
Emmanuel "Toulo" de Graffenried (Paris, 18 de maio de 1914 – Lonay, 22 de janeiro de 2007) foi um automobilista suíço nascido na França.

## Carreira
Nascido em Paris, Graffenried iniciou a carreira em 1936, pilotando umvoiturette da Maserati. Foi um piloto bastante ativo na era pré-Fórmula 1, tendi disputado várias provas, com destaque para suas atuações no circuito de Bremgarten, vencendo também o GP da Inglaterra de 1949, um ano antes da criação da Fórmula 1. Na primeira temporada da história da categoria, Graffenried disputou 4 corridas e não pontuou em nenhuma delas.
Pontuou pela primeira vez em 1951, chegando em quinto lugar no GP da Suíça, e seu melhor desempenho foi na temporada de 1953, obtendo 7 pontos na classificação geral - destaque para a quarta posição no GP da Bélgica. Deixou as pistas em 1956, após disputar o Grande Prêmio da Itália com um Maserati 250F	 da Scuderia Centro Sud, passando a dedicar-se a uma concessionária em Lausanne. Chegou também a atuar como dublê de Kirk Douglas no filme The Racers (1955) e como embaixador corporativo da Marlboro nas décadas de 1970 e 1980. Como forma de reconhecimento pela vitória no GP da Inglaterra de 1949, fez sua última exibição com um carro de corrida em 1998, aos 84 anos.

## Morte
Em 22 de janeiro de 2007, Graffenried (um dos 2 pilotos sobreviventes que disputaram a primeira prova da história da Fórmula 1 , juntamente com o britânico Tony Rolt, falecido em 2008), morreu aos 92 anos em Lonay, pequena cidade próxima da fronteira entre Suíça e França.

## Todos os Resultados na Fórmula 1
(legenda)
| Ano  | Equipe               | Chassis             | Motor         | 1       | 2       | 3     | 4       | 5      | 6       | 7       | 8       | 9       | Posição | Pontos |
| ---- | -------------------- | ------------------- | ------------- | ------- | ------- | ----- | ------- | ------ | ------- | ------- | ------- | ------- | ------- | ------ |
| 1950 | Enrico Platé         | Maserati 4CLT/48    | Maserati L4   | GBR Ret | MON Ret | 500   | SUI 6   | BEL    | FRA     | ITA 6   |         |         | NC      | 0      |
| 1951 | SA Alfa Romeo        | Alfa Romeo 159      | Alfa Romeo L8 | SUI 5   | 500     | BEL   |         |        |         | ITA Ret | ESP 6   |         | 16º     | 2      |
| 1951 | Enrico Platé         | Maserati 4CLT/48    | Maserati L4   |         |         |       | FRA Ret | GBR    | GER Ret |         |         |         | 16º     | 2      |
| 1952 | Enrico Platé         | Maserati-Platé 4CLT | Maserati L4   | SUI 6   | 500     | BEL   | FRA Ret | GBR 19 | GER     | NED     | ITA DNQ |         | NC      | 0      |
| 1953 | Baron de Graffenried | Maserati A6GCM      | Maserati L6   | ARG     | 500     | NED 5 | BEL 4   | FRA 7  | GBR Ret | GER 5   | SUI Ret | ITA Ret | 8º      | 7      |
| 1954 | Baron de Graffenried | Maserati A6GCM/250F | Maserati L6   | ARG 8   | 500     | BEL   | FRA     | GBR    | GER     | SUI     | ITA     | ESP Ret | NC      | 0      |
| 1956 | Scuderia Centro Sud  | Maserati 250F       | Maserati L6   | ARG     | MON     | 500   | BEL     | FRA    | GBR     | GER     | ITA 7   |         | NC      | 0      |